# Thomas S. Moorman Jr.

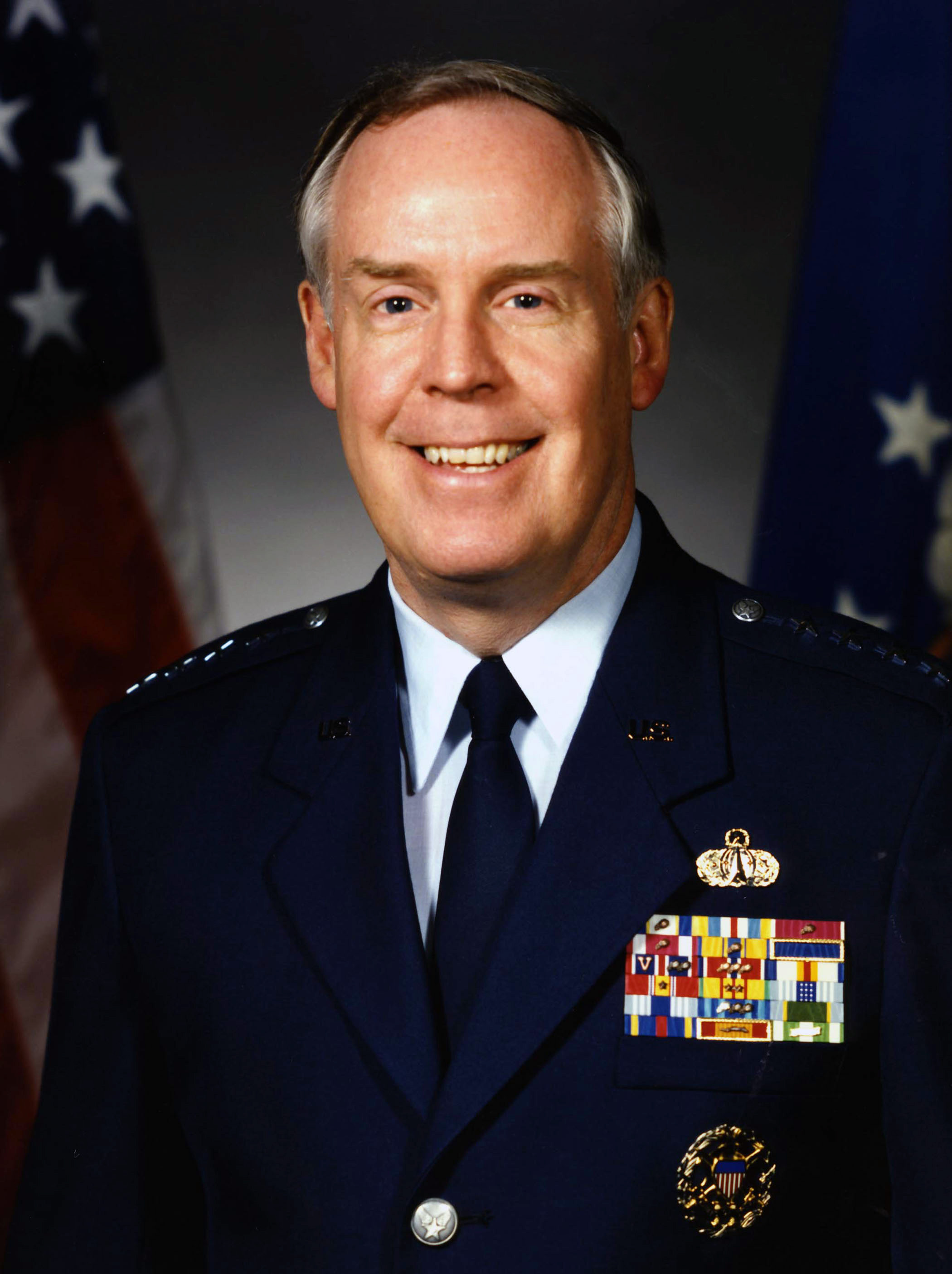
Thomas S. Moorman Jr.

Thomas Samuel Moorman Jr. (* 16. November 1940 in Washington, D.C.; † 18. Juni 2020 in Bethesda, Maryland) war ein General der United States Air Force. Er war unter anderem Vice Chief of Staff of the Air Force.

## Leben
Er war ein Sohn von Thomas S. Moorman Sr. (1910–1997) und dessen Frau Atha Grace Gullion (1914–1989). Der Vater brachte es in der Air Force bis zum Generalleutnant und leitete zwischen 1965 und 1970 die United States Air Force Academy. Über das ROTC-Programm des Dartmouth College gelangte der Sohn im Jahr 1962 in das Offizierskorps der United States Air Force. Dort durchlief er anschließend alle Offiziersränge vom Leutnant bis zum Vier-Sterne-General.
Im Lauf seiner militärischen Karriere absolvierte er verschiedene Kurse und Schulungen. Dazu gehörten unter anderem die Squadron Officer School auf der Maxwell Air Force Base in Alabama, das Air Command and Staff College, ebenfalls auf der Maxwell AFB, das Air War College über einen Fernkurs und das National War College in Fort Lesley J. McNair in Washington, D.C. Außerdem erhielt er akademische Grade vom Western New England College in Springfield in Massachusetts und von der Auburn University in Alabama.
In seinen frühen Jahren als Offizier der Luftwaffe war er an verschiedenen Stützpunkten in den Vereinigten Staaten stationiert. Dabei war er vor allem als Nachrichten- und Aufklärungsoffizier bei unterschiedlichen Einheiten tätig. Dazwischen absolvierte er die erwähnten Schulungen. Als Stabsoffizier war er unter anderem im Hauptquartier der Air Force tätig. Zwischen Oktober 1966 und November 1967 war er zur Zeit des Vietnamkriegs auf der Udorn Royal Thai Air Force Base in Thailand stationiert. Dort gehörte er als Stabsoffizier (Operations Officer) der 432. Technischen Aufklärungsschwadron (432nd Reconnaissance Technical Squadron) an. Danach war er bis zum November 1970 in Wiesbaden-Schierstein Offizier bei der 497th Reconnaissance Technical Group.
In den folgenden Jahren setzte er seine Laufbahn in den Vereinigten Staaten fort. Zwischen Juli 1984 und März 1985 war er als Oberst stellvertretender Kommandeur des 1. Raumgeschwaders (1st Space Wing), das auf der Peterson Air Force Base in Colorado stationiert war. Daran schloss sich eine Versetzung zum Stab des United States Secretary of the Air Force an. Zwischen März 1985 und Oktober 1987 war er dort als Director of Space Systems für die Waffensysteme im Weltraum zuständig. Auch danach verblieb er im Stab des Hauptquartiers der Air Force. Bis zum März 1990 gehörte er dort der Stabsabteilung für strategische Verteidigungsinitiativen (Strategic Defense Initiative Programs) an. Gleichzeitig gehörte er auch dem Stab des Air Force Systems Command auf der Andrews Air Force Base in Maryland an.
Zwischen dem 29. März 1990 und dem 23. März 1992 kommandierte Thomas Moorman das damalige Air Force Space Command auf der Peterson AFB in Colorado. Danach war er bis zum Juli 1994 stellvertretender Kommandeur dieses Kommandos. Der Grund für diese ungewöhnliche Reihenfolge der Funktionen ist in den Quellen nicht vermerkt. Am 29. Juli 1994 wurde er als Nachfolger von Michael P. C. Carns neuer Vice Chief of Staff of the Air Force. Dieses Amt bekleidete er bis zum 11. Juli 1997, als er von Ralph E. Eberhart abgelöst wurde. Anschließend schied er aus dem aktiven Militärdienst aus.
Nach seiner Pensionierung wurde Moorman auf dem privaten Sektor tätig. Bis 2008 war er unter anderem für Booz Allen Hamilton tätig. Außerdem gehörte er dem Council on Foreign Relations, dem Cosmos Club und der Air Force Association an. Er starb am 18. Juni 2020 in Bethesda und wurde auf dem Nationalfriedhof Arlington beigesetzt.

## Daten der Beförderungen
| Abzeichen | Rang               | Jahr             |
| --------- | ------------------ | ---------------- |
|           | Second Lieutenant  | 10. Juli 1962    |
|           | First Lieutenant   | 9. Juni 1965     |
|           | Captain            | 2. Januar 1967   |
|           | Major              | 1. Mai 1973      |
|           | Lieutenant Colonel | 1. November 1978 |
|           | Colonel            | 1. Juli 1981     |
|           | Brigadier General  | 1. April 1985    |
|           | Major General      | 1. Februar 1988  |
|           | Lieutenant General | 1. April 1990    |
|           | General            | 1. August 1994   |

## Orden und Auszeichnungen
Thomas Moorman Jr. erhielt im Lauf seiner militärischen Laufbahn unter anderem folgende Auszeichnungen:
- Air Force Distinguished Service Medal
- Defense Superior Service Medal
- Legion of Merit
- Meritorious Service Medal
- Air Force Commendation Medal
- National Intelligence Distinguished Service Medal